# Tokugawa Yasuhisa
Le duc Tokugawa Yasuhisa est le troisième président de l'International Martial Arts Federation,  fondée en 1952, qui est la plus ancienne et prestigieuse fédération d'arts martiaux japonais. Il est l'arrière-petit-fils de Tokugawa Yoshinobu (1837-1913), dernier shogun du Japon. Il est aujourd'hui le 18e shogun descendant de Tokugawa Ieyasu (1602-1674).
Depuis janvier 2013, il est également prêtre en chef (gūji) du sanctuaire shintoïste Yasukuni-jinja.